# Streuamplitude
Die Streuamplitude {\displaystyle f} ist eine Größe der Streutheorie, die die Richtungsabhängigkeit der Streuwelle beschreibt, wenn eine ebene Welle an einem Streuzentrum gestreut wird. Sie hat die Dimension Länge und verbindet die S-Matrix mit dem Wirkungsquerschnitt. 

## Definition
Die Streuamplitude {\displaystyle f(p\to p')} ist über den S-Operator {\displaystyle S} definiert:
{\displaystyle \langle p'|S|p\rangle =\delta ^{(3)}({\vec {p}}'-{\vec {p}})+{\tfrac {\mathrm {i} }{2\pi m}}\delta (E'-E)f(p\to p')}
Dabei sind
- {\displaystyle |p\rangle } der Anfangszustand und {\displaystyle |p'\rangle } der Endzustand mit definiertem Impuls, also Eigenzustände des Impulsoperators,
- {\displaystyle {\vec {p}},{\vec {p}}'} die Impulse der Zustände,
- {\displaystyle E,E'} die Energie der Zustände,
- {\displaystyle m} die Masse (Physik) der Zustände und
- {\displaystyle \delta } die Dirac-Distribution.

### Alternativdefinition
Im Folgenden wird eine alternative Darstellung vorgestellt, die vielfach auch als Definition benutzt wird. In ihr kann die Streuamplitude als Funktion der Energie des eingehenden Zustands sowie des Winkels {\displaystyle \theta } zwischen {\displaystyle {\vec {p}}} und {\displaystyle {\vec {p}}'} geschrieben werden, da der S-Operator und damit auch die Streuamplitude invariant unter Rotationen sind:
{\displaystyle {\begin{aligned}\psi _{\mathrm {out} }({\vec {p}}')&=\langle p'|\psi _{\mathrm {out} }\rangle =\langle p'|S|\psi _{\mathrm {in} }\rangle =\int \mathrm {d} ^{3}{\vec {p}}\,\langle p'|S|p\rangle \langle p|\psi _{\mathrm {in} }\rangle =\int \mathrm {d} ^{3}{\vec {p}}\,\langle p'|S|p\rangle \,\psi _{\mathrm {in} }(p)\\&=\psi _{\mathrm {in} }({\vec {p}}')+{\frac {\mathrm {i} }{2\pi m}}\int \mathrm {d} ^{3}{\vec {p}}\,\delta (E'-E)f(p\to p')\psi _{\mathrm {in} }({\vec {p}})\\&=\psi _{\mathrm {in} }({\vec {p}}')+{\frac {\mathrm {i} }{2\pi m}}f(E',\theta )\int \mathrm {d} ^{3}{\vec {p}}\,\delta (E'-E)\;\psi _{\mathrm {in} }({\vec {p}})\end{aligned}}}
Wenn für die eingehende Welle {\displaystyle \psi _{\mathrm {in} }} eine ebene Welle parallel zur z-Achse angenommen wird, ergibt dies:
{\displaystyle \psi _{\mathrm {out} }(p')=e^{\mathrm {i} p'z}+f(E',\theta )\;{\frac {e^{\mathrm {i} p'r}}{r}}}

## Wirkungsquerschnitt
Der differenzielle Wirkungsquerschnitt ist gegeben durch:
{\displaystyle {\frac {d\sigma }{d\Omega }}=|f(\vartheta )|^{2}\;.}
Zum totalen Wirkungsquerschnitt existiert eine Verbindung über das optische Theorem:
{\displaystyle \sigma _{\mathrm {tot} }=\int _{4\pi }{\frac {d\sigma }{d\Omega }}\cdot d\Omega ={\frac {4\pi }{k}}~\mathrm {Im} \,f(0)}
mit der Wellenzahl {\displaystyle k} und dem Imaginärteil {\displaystyle \mathrm {Im} \,f(0)} der Streuamplitude für den Streuwinkel Null.

## Partialwellenentwicklung
In der Partialwellenentwicklung wird die Streuamplitude durch eine Summe über Partialwellen ausgedrückt:
{\displaystyle f(\vartheta )=\sum _{\ell =0}^{\infty }(2\ell +1)\;f_{\ell }(k)\;P_{\ell }(\cos \vartheta )}
wobei
- {\displaystyle f_{\ell }(k)} die partielle Streuamplitude
- {\displaystyle P_{\ell }(\cos \vartheta )} das Legendre-Polynom
- {\displaystyle \ell } der Index für den Drehimpuls ist.

Die partielle Streuamplitude kann durch das S-matrix Element {\displaystyle S_{\ell }=e^{2i\delta _{\ell }}} und die Streuphase {\displaystyle \delta _{\ell }} ausgedrückt werden:
{\displaystyle f_{\ell }={\frac {S_{\ell }-1}{2ik}}={\frac {e^{2i\delta _{\ell }}-1}{2ik}}={\frac {e^{i\delta _{\ell }}\sin \delta _{\ell }}{k}}={\frac {1}{k\cot \delta _{\ell }-ik}}\;.}
Es ist zu beachten, dass die partielle Streuamplitude {\displaystyle f_{\ell }}, das S-matrix Element {\displaystyle S_{\ell }=e^{2i\delta _{\ell }}} und die Streuphase {\displaystyle \delta _{\ell }} implizit Funktionen der Streuenergie bzw. des Impulses {\displaystyle k} sind (hier in Form des Wellenvektors k, wobei gilt {\displaystyle {\vec {p}}=\hbar {\vec {k}}}).
Damit lässt sich der totale Streuquerschnitt ausdrücken als:
{\displaystyle \sigma _{\text{total}}={\frac {4\pi }{k^{2}}}\sum _{l=0}^{\infty }(2l+1)\sin ^{2}\delta _{l}\;.}
Die Streulänge {\displaystyle a_{\ell }} kann mit Hilfe der partiellen Streuamplitude definiert werden:
{\displaystyle f_{\ell }(p){\xrightarrow[{p\rightarrow 0}]{}}-a_{\ell }\cdot p^{2\ell }}
Gewöhnlich wird aber nur die Streulänge {\displaystyle a_{0}} der s-Wellen {\displaystyle (\ell =0)} als Streulänge bezeichnet.